# Piège (géologie)
Pour les articles homonymes, voir Piège.

Piège structural contre un plan de faille

En géologie un piège est une structure affectant la roche réservoir et la roche couverture d'un système pétrolier et permettant l'accumulation des hydrocarbures. Les pièges peuvent être de deux types : stratigraphique ou structural.

## Pièges structuraux
Un piège structural est formé par la déformation d'une formation sédimentaire. Ces pièges se forment généralement le long d'un plan de faille ou dans le cœur d'un anticlinal, ce dernier cas représentant environ 80 % des découvertes d'hydrocarbures dans le monde.

## Pièges stratigraphiques
Dans un piège stratigraphique, la géométrie permettant l'accumulation des hydrocarbures est d'origine sédimentaire et n'a pas subi de déformation tectonique. Ces pièges peuvent être situés dans un clinoforme, dans une structure sédimentaire en biseau, sous une surface de non-conformité ou dans une structure créée par le fluage d'une roche saline.

## Pièges hybrides
La combinaison des deux types de pièges est possible comme dans le cas de blocs basculés : géométrie initiale de piège structural mais dont la couverture est généralement le drapage fait par la sédimentation de mudstones lors du processus d'océanisation.